# Potamogeton coloratus
Espèce
Classification phylogénétique
Statut de conservation UICN

 LC  : Préoccupation mineure

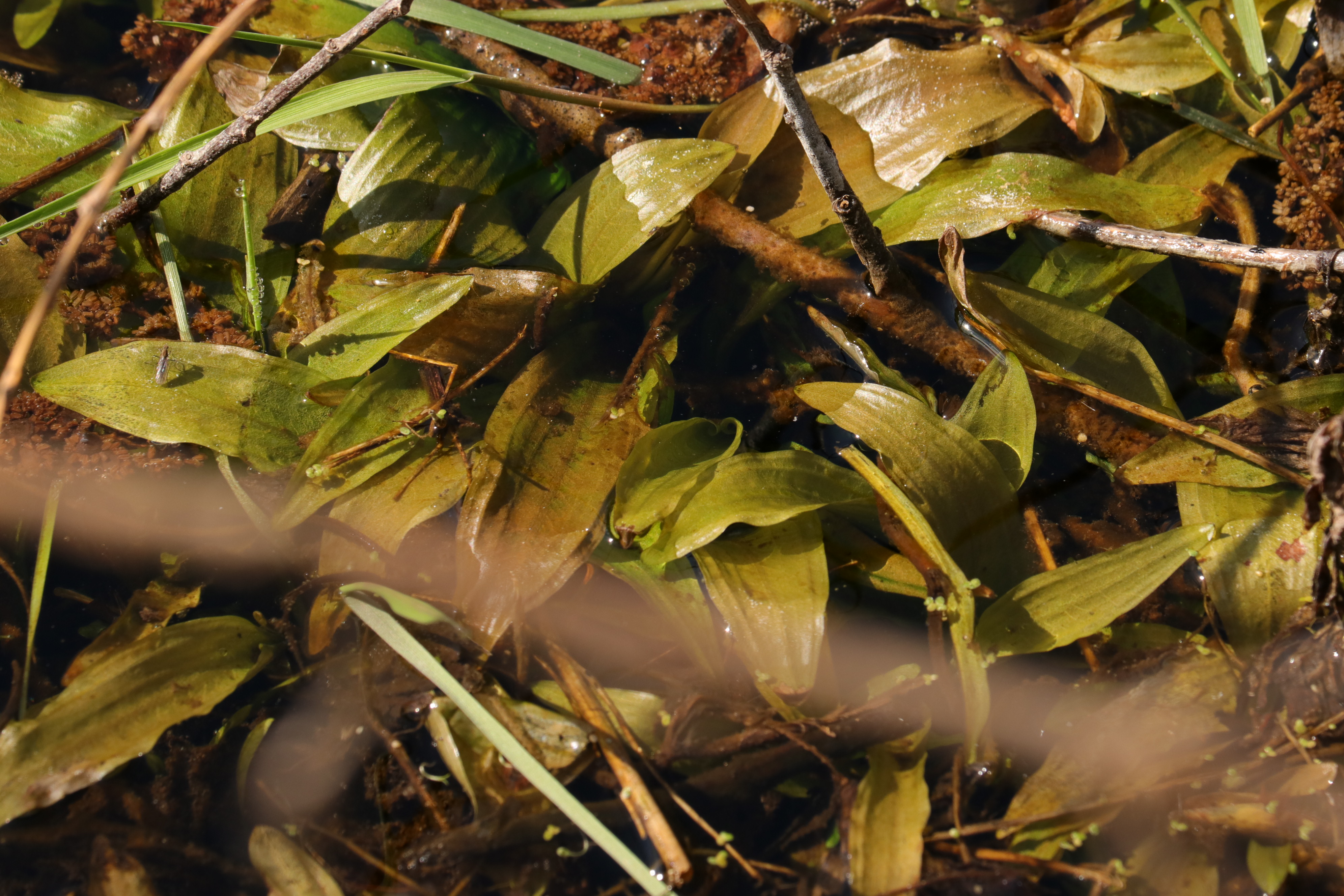
Potamot coloré dans un fossé tourbeux alcalin

Le Potamot coloré ou Potamot rougeâtre (Potamogeton coloratus) est un potamot des tourbières alcalines.

## Description
Le potamot coloré est hétérophylle. Ses feuilles, dont la forme rappelle celle des feuilles de plantain, sont immergées, étroites (10 cm x 3 cm), et sont très différentes des feuilles émergées plus larges. Les feuilles submergées mesurent entre 7 et 17,5 cm de long et 1 à 3 cm de large. Leur pétiole est très court.
C'est une plante herbacée qui forme des rhizomes ramifiés et rampants. La tige mesure de 0,3 à 1 mètre de long et est peu ramifiée. Les feuilles submergées sont lancéolées, rétrécies en une tige courte, translucide et rougeâtre. Les feuilles flottantes sont minces, généralement rougeâtres, en forme de pelle, avec un filet veineux fin et une tige courte.
L'épi de la fleur de Potamogeton coloratus est mince. La tige aussi, qui mesure jusqu'à 10, voire rarement 15 centimètres de long. La période de floraison s'étend de juin à septembre. 
Les fruits ternes et carénés mesurent de 1 à 1,5 mm de long. Souvent, plus de 100 d'entre eux se retrouvent dans un épi de maïs.

## Habitat
On le rencontre dans les eaux stagnantes ou à faible courant et les tourbières. Sa présence en altitude va jusqu'à 500 m.
Il apprécie les eaux méso - oligotrophes à mésotrophes des pièces d'eau des marais tourbeux alcalins.

## Répartition
Le potamot rougeâtre est originaire d'Europe et d'Afrique du Nord.

## Sous-espèces
- Potamogeton coloratus var. jamaicensis (Jamaïque)

- Potamogeton coloratus subsp. subflavus (Sud de la France, nord de l'Espagne)

Potamogeton coloratus est connu pour s'hybrider naturellement avec Potamogeton berchtoldii (P. × lanceolatus) et Potamogeton gramineus (P. × billupsii) mais ces hybrides sont rares et il est peu probable que l'hybridation affecte la survie de l'espèce.